# Empire Awards per il miglior regista
Gli Empire Awards per il miglior regista sono un riconoscimento cinematografico inglese, votato dai lettori della rivista Empire. Il premio viene consegnato annualmente dal 1996.

## Vincitori e candidati
I vincitori sono indicati in grassetto.

### 1990
- 1996
  - Danny Boyle – Piccoli omicidi tra amici (Shallow Grave)
- 1997
  - Terry Gilliam – L'esercito delle 12 scimmie (12 Monkeys)
- 1998
  - Cameron Crowe – Jerry Maguire
- 1999
  - Steven Spielberg – Salvate il soldato Ryan (Saving Private Ryan)
  - Peter Weir – The Truman Show
  - James Cameron – Titanic
  - Steven Soderbergh – Out of Sight
  - Ang Lee – Tempesta di ghiaccio  (The Ice Storm)

### 2000
- 2000
  - M. Night Shyamalan – The Sixth Sense - Il sesto senso (The Sixth Sense)
- 2001
  - Bryan Singer – X-Men
  - Paul Thomas Anderson – Magnolia
  - Christopher Nolan – Memento
  - Michael Mann – Insider - Dietro la verità (The Insider)
  - Ang Lee – La tigre e il dragone (臥虎藏龍 Wòhǔ Cánglóng)
- 2002
  - Baz Luhrmann – Moulin Rouge!
  - Cameron Crowe – Quasi famosi  (Almost Famous)
  - Steven Spielberg – A.I. - Intelligenza artificiale (A.I. Artificial Intelligence)
  - Peter Jackson – Il Signore degli Anelli - La Compagnia dell'Anello  (Lord of the Rings: The Fellowship of the Ring)
  - Steven Soderbergh – Traffic
- 2003
  - Steven Spielberg – Minority Report
  - Peter Jackson – Il Signore degli Anelli - Le due torri (The Lord of the Rings: The Two Towers)
  - Steven Soderbergh – Ocean's Eleven - Fate il vostro gioco (Ocean's Eleven)
  - M. Night Shyamalan – Signs
  - Sam Raimi – Spider-Man
- 2004
  - Quentin Tarantino – Kill Bill: Volume 1
  - Anthony Minghella – Ritorno a Cold Mountain (Cold Mountain)
  - Joel ed Ethan Coen (non accreditato) – Prima ti sposo poi ti rovino (Intolerable Cruelty)
  - Peter Weir – Master & Commander - Sfida ai confini del mare (Master and Commander: The Far Side of the World)
  - Peter Jackson – Il Signore degli Anelli - Il ritorno del re (The Lord of the Rings: The Return of the King)
- 2005
  - Sam Raimi – Spider-Man 2
  - Michael Mann – Collateral
  - Michel Gondry – Se mi lasci ti cancello (Eternal Sunshine of the Spotless Mind)
  - Quentin Tarantino – Kill Bill: Volume 2
  - M. Night Shyamalan – The Village
- 2006
  - Nick Park e Steve Box – Wallace & Gromit - La maledizione del coniglio mannaro (Wallace & Gromit: The Curse of the Were-Rabbit)
  - Christopher Nolan – Batman Begins
  - Ron Howard – Cinderella Man - Una ragione per lottare (Cinderella Man)
  - Peter Jackson – King Kong
  - Joe Wright – Orgoglio e pregiudizio (Pride & Prejudice)
  - Steven Spielberg – La guerra dei mondi (War of the Worlds)
- 2007
  - Christopher Nolan – The Prestige
  - Martin Scorsese – The Departed - Il bene e il male (The Departed)
  - George Clooney – Good Night, and Good Luck.
  - Guillermo del Toro – Il labirinto del fauno (El laberinto del fauno)
  - Bryan Singer – Superman Returns
- 2008
  - David Yates – Harry Potter e l'Ordine della Fenice  (Harry Potter and the Order of the Phoenix)
  - Joe Wright – Espiazione (Atonement)
  - Edgar Wright – Hot Fuzz
  - Paul Greengrass – The Bourne Ultimatum - Il ritorno dello sciacallo (The Bourne Ultimatum)
  - David Fincher – Zodiac
- 2009
  - Christopher Nolan – Il cavaliere oscuro (The Dark Knight)
  - Joel ed Ethan Coen – Non è un paese per vecchi (No Country for Old Men)
  - Tim Burton – Sweeney Todd - Il diabolico barbiere di Fleet Street (Sweeney Todd: The Demon Barber of Fleet Street)
  - Paul Thomas Anderson – Il petroliere (There Will Be Blood)
  - Andrew Stanton – WALL•E

### 2010
- 2010
  - James Cameron – Avatar
  - J. J. Abrams – Star Trek
  - Kathryn Bigelow – The Hurt Locker
  - Neill Blomkamp – District 9
  - Quentin Tarantino – Bastardi senza gloria  (Inglourious Basterds)
- 2011
  - Edgar Wright – Scott Pilgrim vs. the World
  - Christopher Nolan – Inception
  - David Fincher – The Social Network
  - Matthew Vaughn – Kick-Ass
  - Tom Hooper – Il discorso del re (The King's Speech)
- 2012
  - David Yates – Harry Potter e i Doni della Morte - Parte 2 (Harry Potter and the Deathly Hallows - Part 2)
  - Tomas Alfredson – La talpa (Tinker Tailor Soldier Spy)
  - Nicolas Winding Refn – Drive
  - Steven Spielberg – War Horse
  - Rupert Wyatt – L'alba del pianeta delle scimmie (Rise of the Planet of the Apes)
- 2013
  - Sam Mendes – Skyfall
  - Joss Whedon – The Avengers
  - Christopher Nolan – Il cavaliere oscuro - Il ritorno (The Dark Knight Rises) 
  - Quentin Tarantino – Django Unchained
  - Peter Jackson – Lo Hobbit - Un viaggio inaspettato  (The Hobbit: An Unexpected Journey)
- 2014
  - Alfonso Cuarón - Gravity
  - Edgar Wright - La fine del mondo (The World's End)
  - Paul Greengrass - Captain Phillips - Attacco in mare aperto (Captain Phillips)
  - Peter Jackson - Lo Hobbit - La desolazione di Smaug (The Hobbit: The Desolation of Smaug) 
  - Steve McQueen - 12 anni schiavo  (12 Years a Slave)
- 2015[1]
  - Christopher Nolan - Interstellar
  - Matt Reeves - Apes Revolution - Il pianeta delle scimmie (Dawn of the Planet of the Apes) 
  - Morten Tyldum - The Imitation Game
  - Peter Jackson - Lo Hobbit - La battaglia delle cinque armate (The Hobbit: The Battle of the Five Armies)
  - Richard Linklater - Boyhood
- 2016[2]
  - J. J. Abrams - Star Wars - Il risveglio della Forza (Star Wars: The Force Awakens)
  - Ryan Coogler - Creed - Nato per combattere (Creed)
  - Alejandro González Iñárritu - Revenant - Redivivo (The Revenant)
  - George Miller - Mad Max: Fury Road
  - Ridley Scott - Sopravvissuto - The Martian (The Martian)
- 2017[3]
  - Gareth Edwards - Rogue One: A Star Wars Story
  - Taika Waititi - Selvaggi in fuga (Hunt for the Wilderpeople)
  - Ken Loach - Io, Daniel Blake (I, Daniel Blake)
  - Denis Villeneuve - Arrival
  - Andrea Arnold - American Honey
- 2018[4]
  - Rian Johnson - Star Wars - Gli ultimi Jedi (Star Wars: The Last Jedi)
  - Patty Jenkins - Wonder Woman
  - Jordan Peele - Scappa - Get Out (Get Out)
  - Taika Waititi - Thor: Ragnarok
  - Edgar Wright - Baby Driver - Il genio della fuga (Baby Driver)